# Russel Crouse
Russel Crouse, född 20 februari 1893 i Findlay i Ohio, död 3 april 1966 i New York, var en amerikansk dramatiker. Han samarbetade ofta med Howard Lindsay. Flera av deras pjäser och musikaler har filmatiserats, däribland Sound of Music, Samhällets fiende no 13, Pappa och vi och Call Me Madam.

## Dramatik
- 1931 – The Gang's All Here, tillsammans med Frank McCoy, Morrie Ryskind och Oscar Hammerstein.
- 1934 – Anything Goes, tillsammans med Howard Lindsay, P.G. Wodehouse, Guy Bolton och Cole Porter (filmatiserad som Samhällets fiende no 13 1936).
- 1936 – Red, Hot and Blue, tillsammans med Howard Lindsay och Cole Porter
- 1937 – Hooray for What!, tillsammans med Howard Lindsay, E.Y. Harburg och Harold Arlen
- 1939 – Life with Father, tillsammans med Howard Lindsay (filmatiserad som Pappa och vi 1947).
- 1942 – Strip for Action, tillsammans med Howard Lindsay.
- 1945 – State of the Union, tillsammans med Howard Lindsay (filmatiserad som I valet och kvalet 1948).
- 1948 – Life With Mother, tillsammans med Howard Lindsay.
- 1950 – Call Me Madam, tillsammans med Howard Lindsay och Irving Berlin (filmatiserad 1953).
- 1951 – Remains to Be Seen , tillsammans med Howard Lindsay (filmatiserad som Mord på en död 1953).
- 1953 – The Prescott Proposals, tillsammans med Howard Lindsay.
- 1955 – The Great Sebastians, tillsammans med Howard Lindsay.
- 1956 – Happy Hunting, tillsammans med Howard Lindsay, Matt Dubey och Harold Karr.
- 1959 – Tall Story, tillsammans med Howard Lindsay (filmatiserad som Flickor gillar långa killar 1960).
- 1959 – Sound of Music, tillsammans med Howard Lindsay, Richard Rodgers och Oscar Hammerstein.
- 1962 – Mr. President, tillsammans med Howard Lindsay och Irving Berlin.